# 上門大祐
上門 大祐（うえかど だいすけ、1993年12月11日 - ）は、京都府出身の陸上競技選手。京都府立北稜高等学校、京都産業大学卒業。大塚製薬陸上競技部所属。

## 人物・来歴

### 高校・大学時代
- 高校時代は、3年時のインターハイ京都府大会1500ｍ2位が最高実績。
- 大学では2年時の2013年に10000ｍで28分48秒22まで記録を伸ばした。
- 3年時の関西インカレでは、5000mで優勝・10000mで2位の実績を残す。
- 出雲駅伝では2年時に1区区間7位、4年時に1区区間8位。全日本大学駅伝では2年時に1区区間8位、4年時に3区区間10位と、関東の強豪校と互角に渡り合う成績を残した。
- 大学4年時の2016年京都マラソンで初マラソンに挑戦。2時間17分54秒で優勝を飾る。

### 実業団時代
- 社会人1年目の2017年びわ湖毎日マラソン（2時間12分58秒）で本格的にマラソンに挑戦。
- 3回目のマラソンとなった同年の福岡国際マラソンで2時間09分27秒をマークして日本人2位となり、マラソングランドチャンピオンシップへの出場権を獲得した。
- 2018年には世界ハーフで日本代表[1] に選出（1時間04分48秒、82位）。秋にはベルリンマラソンに出場して、2時間11分07秒で8位となった。
- 2019年9月のMGCでは、2時間15分08秒の11位。
- 2020年3月の東京マラソン2020では、日本歴代6位タイの2時間06分54秒で日本人3位となる9位に入った[3]。
- 2021年12月の福岡国際マラソンでは25kmで先頭集団から脱落するものの終盤まで粘り、2時間08分56秒で6位（日本人4位）。2023年のマラソングランドチャンピオンシップ（2024年パリオリンピック選考会）への出場権を獲得した。

## マラソン戦績
| 年月日        | 大会                               | 順位 | 記録          | 備考                                   |
| ------------- | ---------------------------------- | ---- | ------------- | -------------------------------------- |
| 2016年2月21日 | 京都マラソン2016                   | 優勝 | 2時間17分54秒 | 初マラソン                             |
| 2017年3月21日 | 第72回びわ湖毎日マラソン           | 10位 | 2時間12分58秒 |                                        |
| 2017年12月3日 | 第71回福岡国際マラソン             | 6位  | 2時間09分27秒 | MGCシリーズ第2弾・MGC出場権獲得        |
| 2018年9月16日 | ベルリンマラソン2018               | 8位  | 2時間11分07秒 |                                        |
| 2019年2月3日  | 第68回別府大分毎日マラソン         | 22位 | 2時間15分49秒 |                                        |
| 2019年9月15日 | マラソングランドチャンピオンシップ | 11位 | 2時間15分08秒 | 東京オリンピック選考会                 |
| 2020年3月1日  | 東京マラソン2020                   | 9位  | 2時間06分54秒 | 自己記録・MGCファイナルチャレンジ第2弾 |
| 2021年12月5日 | 第75回福岡国際マラソン             | 6位  | 2時間08分56秒 | MGC出場権獲得                          |

## 自己ベスト
- 5000m - 14分05秒16（2021年 徳島陸上競技カーニバル）
- 10000m - 28分48秒22（2013年 日本体育大学長距離競技会）
- ハーフマラソン - 1時間01分37秒（2020年 香川丸亀国際ハーフマラソン）
- マラソン - 2時間06分54秒（2020年 東京マラソン2020[3]）